# Acetato de cálcio
O acetato de cálcio é um sal de cálcio do ácido acético. Com a fórmula Ca(C2H3O2)2, o seu nome comercial é acetato de cálcio, enquanto etanoato de cálcio é o nome sistemático da IUPAC. Previamente era chamado de acetato de cal. 
Sua forma anidra é muito higroscópica, por isso a forma monoidratada (Ca(CH3COO)2 • H2O, número CAS [5743-26-0], é a mais comum.

## Produção
O acetato de cálcio pode ser preparado pela reação entre carbonato de cálcio, que é encontrado em cascas de ovos e rochas formadas por carbonatos como o calcário e mármore com ácido acético:
CaCO3 (s) + 2 CH3COOH (aq) → Ca(CH3COO)2 (aq) + H2O (l) + CO2 (g)
ou cal hidratada com ácido acético:
Ca(OH)2 (s) + 2 CH3COOH (aq) → Ca(CH3COO)2 (aq) + 2 H2O (l)

## Reações
Quando um álcool é adicionado a uma solução saturada de acetato de cálcio, forma-se um gel semisólido inflamável. Se ao acetato de cálcio for adicionado etanol, o gel resultante terá cor esbranquiçada, com as características físicas de uma bola de neve.

## Aplicações

### Medicina
Em doenças renais, os níveis de fosfato no sangue podem subir (chamado hiperfosfatemia), originando problemas ósseos. O acetato de cálcio é usado para reduzir os níveis de fosfato do sangue, porém este tratamento pode ocasionar efeitos colaterais como a dor de estômago.

### Aditivo alimentar[2]
Acetato de cálcio é ainda usado como aditivo alimentar, sendo utilizado como agente sequestrante, conservador, estabilizador e regulador de acidez na elaboração de aromatizantes.
É principalmente utilizado em doces. Além disso, ele neutraliza o flúor na água.

## História
Por ser barato, o acetato de cálcio foi usado como material de partida para a síntese de acetona antes do desenvolvimento do processo de cumeno.